# Шмид, Антон
Анто́н Шми́д (нем. Anton Schmid; 9 января 1900, Вена — 13 апреля 1942, Вильнюс) — фельдфебель вермахта, казнённый за помощь евреям, «Праведник народов мира».

## Биография
Родился 9 января 1900 года в столице Австро-Венгрии Вене в семье набожных католиков. Окончил начальную католическую школу, после чего был подмастерьем у электрика. В 1918 году призван в австро-венгерскую армию, принимал участие в боях на итальянском фронте в последние месяцы Первой мировой войны.
После демобилизации Шмид вернулся в Вену, работал электриком, открыл магазин радиотоваров на Клостернойбургерштрассе, где у него работало два еврея.
Антон Шмид был женат, имел одну дочь. В каких-либо общественных организациях не состоял, беспартийный, прихожанин католической церкви.

### Помощь евреям
Ещё в 1938 году после аншлюса Австрии Антон Шмид помог нескольким знакомым евреям бежать за границу. Впоследствии Шмид был призван в вермахт и служил в тыловых частях сначала в Польше, а потом в Вильнюсе. Был назначен руководителем пункта распределения отставших от своих воинских частей солдат. Его распределительный пункт был расположен на Вильнюсском вокзале.
Шмид спас много евреев вильнюсского гетто, прятал евреев в подвале распределительного пункта, организовал мастерские, в которых работали евреи и получали продуктовый паёк. Кроме того, Шмид фактически работал связным между подпольными группами в разных еврейских гетто Литвы, Белоруссии и Польши. Сотрудничал с одним из руководителей подполья в вильнюсском гетто Аббой Ковнером.
Шмид на служебном грузовике перевозил евреев из Вильнюса в те места, где уничтожение ещё не начиналось — в частности в лидское гетто и варшавское гетто. Он попытался спасти из рижского гетто известного еврейского историка Семёна Дубнова, но опоздал на несколько дней — Дубнов был уже расстрелян.
В январе 1942 года немцы обнаружили в лидском гетто большую группу евреев из Вильнюса. Некоторые, не выдержав пыток, рассказали кто их доставил в Лиду. Антон Шмид был арестован. Защитник Шмида на суде попытался спасти ему жизнь, утверждая, что «Шмид искренне думал, что эти евреи нужны вермахту в качестве рабочей силы». Шмид же назвал откровенно причину, «что он просто хотел… спасти евреев от смерти». 25 февраля 1942 года трибунал полевой комендатуры приговорил Антона Шмида к смертной казни. В своём прощальном письме жене и дочери он рассказал как уничтожали евреев, замаскировав убийц под фразой «литовские военные», тем самым обойдя цензуру.

…думай обо мне Штеффи и Герда… прости меня, (спасая евреев) я действовал как Человек и никому не хотел зла… Когда вы будете держать это письмо в руках — меня не будет уже в живых… Я никогда не смогу вам больше написать, но будь уверена, что мы увидимся с тобой в лучшем мире, у нашего Христа!

Приговор был приведён в исполнение 13 апреля 1942 года.
Позже, на судебном процессе над нацистским преступником Адольфом Эйхманом в 1960 году в Иерусалиме один из подпольщиков вильнюсского гетто Абба Ковнер сослался на свой разговор с Антоном Шмидом, который впервые назвал Эйхмана как ответственного за уничтожение евреев в Европе.

## Увековечение памяти
- В мае 1967 года израильским институтом «Яд ва-Шем» Антон Шмид был признан «праведником мира», его вдове была вручена памятная медаль и диплом.
- Именем Шмида назван квартал в венском районе Бригиттенау, где он родился; в 1990 году там установлена мемориальная доска. Имя Шмида носит также аллея на берегу Донауканала.
- 8 мая 2000 года в день 55-летия окончания Второй мировой войны новой казарме учебного центра противовоздушной обороны в городе Рендсбург (Шлезвиг-Гольштейн) было присвоено имя Антона Шмида. На церемонии открытия министр обороны ФРГ Рудольф Шарпинг сказал:

Фельдфебель Антон Шмид проявил храбрость, мужество, гражданскую смелость… Называя казарму его именем, мы преклоняемся перед заслугами человека, который без долгих раздумий, по собственной инициативе спас от неминуемой смерти множество людей и за это заплатил собственной жизнью

- 13 сентября 2000 года посмертно награждён литовской государственной наградой — Крест Спасения погибающих[6].
- 22 сентября 2011 года в Вильнюсе на Антакальнисском кладбище был открыт мемориал Антону Шмиду[7][8].